# Protodiaca

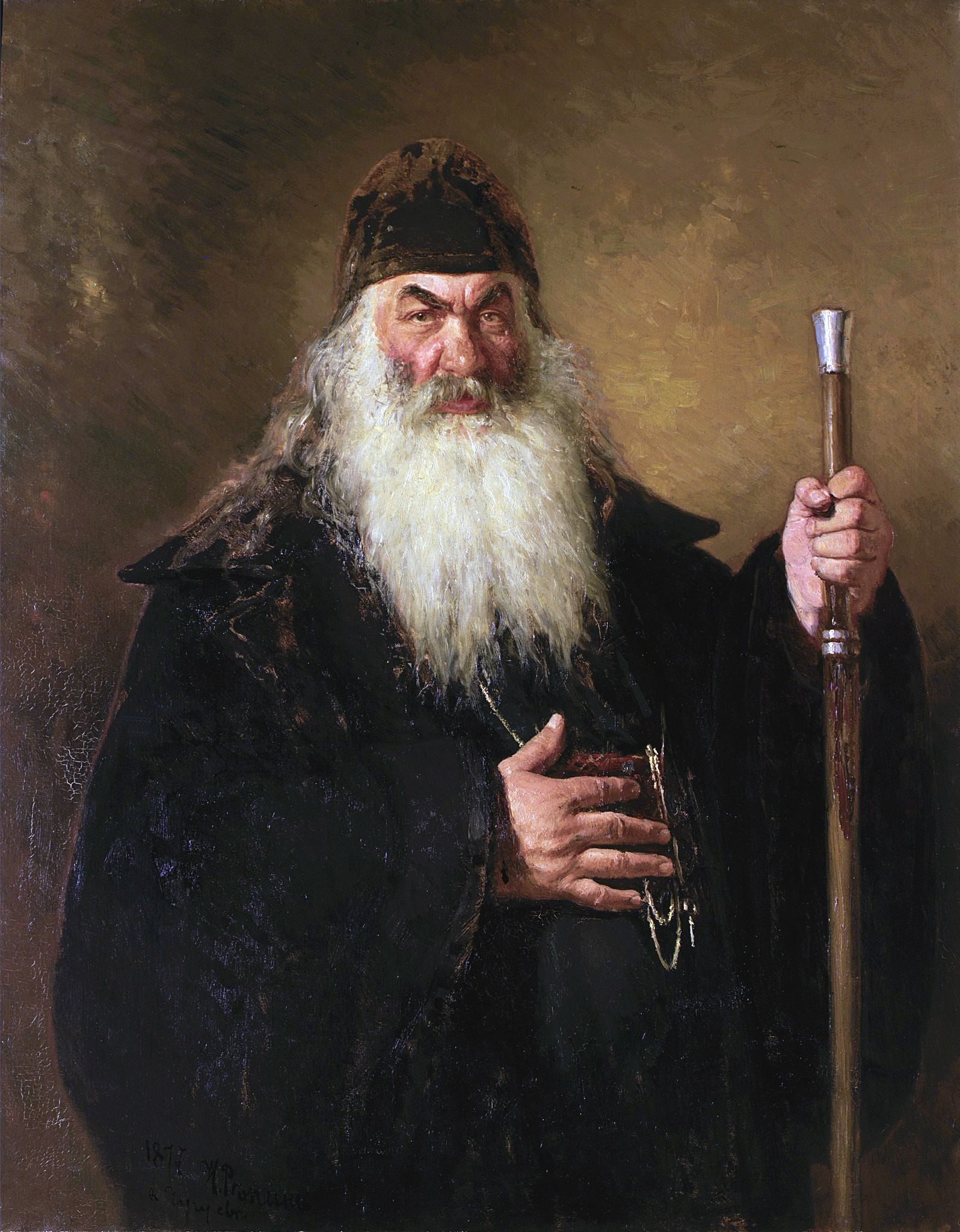
Retrat d'un protodiaca ortodox, obra d'Ilià Repin, 1877 (Galeria Tretiakov, Moscou).

Un protodiaca, paraula derivada del significat grec proto, primera i diakonos, diaca, és un títol utilitzat a les Esglésies catòlica i ortodoxa.
Tradicionalment s'ha aplicat a sant Esteve, protomàrtir, per ser el primer cristià martiritzat i protodiaca, en ser el primer d'entre els set diaques que nomenen els apòstols en el llibre dels Fets.

## Església ortodoxa oriental
El protodiaca és un rang honorífic dau a alguns diaques casats a les esglésies cristianes orientals. En l'Església ortodoxa russa es tracta d'un títol honorífic donat als diaques casats que els permet vestir un skufia, barret eclesiàstic típic dels prelats ortodoxos, de color bordeus.
El seu rang és equivalent al dels ardiaques.

## Església catòlica
En l'Església catòlica, el cardenal diaca de més alt rang (en l'ordre del seu nomenament al Col·legi cardenalici) és el Cardenal Protodiaca.
Té el privilegi d'anunciar una nova elecció papal en el famós anunci Habemus Papam des de la balconada central de la basílica de Sant Pere i imposar el pal·li en la Solemne Missa d'inauguració del Pontificat.
També és l'encarregat de proclamar els decrets d'Indulgència Plenària promulgats pel Sant Pare en ocasions especials, com la benedicció "Urbi et orbi", i d'assistir com a diaca al Summe Pontífex en les funcions litúrgiques més solemnes.

## Llista de cardenals protodiaques
...
- Romà, (? - 1135)
- Aimerico, C.R.L., (1135 - 1141 ?)
- Gregorio Tarquini, (1143 - 1145)
- Odone Fattiboni, (1145 - 1162)
- Ugo di Foliet O.S.B., (1162 - 1164)
- Giacinto Bobone, (1164 - 1191) (elegit papa com a Celestí III)
- Graziano da Pisa, (1191 - 1203)

...
- Giovanni dei conti di Segni, (1210 - 1213)
- Guido Pierleone, (1213 - 1221)
- Ottaviano dei conti di Segni, (1221 - 1231)
- Raniero Capocci, (1231 - 1250)

...
- Gil Torres, (1252 - 1254)
- Riccardo Annibaldi, (1254 - 1276)
- Giovanni Gaetano Orsini, (1276 - 25 novembre 1277) (elegit papa com a Nicolau III)
- Giacomo Savelli, (1277 - 2 abril 1285) (elegit papa com a Honori IV)
- Goffredo da Alatri, (1285 - 1287)
- Matteo Rubeo Orsini, (1287 - 1305)
- Giacomo Colonna (1305 - 1307)

...
- Napoleone Orsini, (1318 - 1342)
- Raymond Guillaume des Fargues, (1342 - 1346)
- Gaillard de la Mothe (o de Lamotte) (1346 - 1352)
- Guillaume de la Jugée (o Jugie) (1352 - 1356)
- Bernard de la Tour (1356 - 1368)
- Nicolas de Besse (1368 - 1369)
- Pierre Roger de Beaufort (1369 - 1370) (elegit papa com a Gregori XI)
- Rinaldo Orsini (1370 - 1374)
- Hugues de Saint-Martial (1374 - 1378)
- Guglielmo di Capua (1383 - 1384)
  - Hugues de Saint-Martial (1378 - 1403) d'obediència avinyonesa 1378[3]
- Marino Bulcani (1390 - 1394)
- Angelo d'Anna de Sommariva, O.S.B. Cam. (1394-1396)
- Landolfo Maramaldo (1403/1404 - 1408)
  - Landolfo Maramaldo (1408 - 1415) (d'obediència pisana)
  - Ludovico Fieschi (1403 - 1404) (d'obediència avinyonesa el 1404 i pisana el 1409

### Després del Concili de Constança
- Landolfo Maramaldo (4 juliol – 16 octubre 1415)
- Amedeo di Saluzzo (16 octubre 1415 – 28 juny 1419)
- Rinaldo Brancaccio (28 juny 1419 – 27 març 1427)
- Lucido Conti (27 març 1427 – 9 setembre 1437)
- Domenico Capranica (9 setembre 1437 – 9 maig 1443)
- Prospero Colonna (9 maig 1443 – 24 març 1463)
- Rodrigo Borgia † (març 1463 - 30 agost 1471), elegit papa Alexandre VI
- Francesco Nanni Todeschini-Piccolomini (30 agost 1471 – 22 setembre 1503), elegit papa Pius III)
- Raffaele Sansone Riario † (setembre 1503 - 29 novembre 1503)
- Giovanni de' Medici (29 novembre 1503-1513), elegit papa Lleó X
- Federico Sanseverino † (1513 - 7 agost 1516)
- Alessandro Farnese † (agost 1516 - 15 juny 1519), elegit papa Pau III
- Ippolito d'Este † (juny 1519 - 3 setembre 1520)
- Amanieu d'Albret † (3 setembre 1520 - 20 desembre 1520)
- Marco Corner † (20 desembre 1520 - 14 desembre 1523)
- Alessandro Cesarini † (14 desembre 1523 - 31 maig 1540)
- Nicolò Ridolfi † (31 maig 1540 - 31 gener 1550)
- Innocenzo Cibo † (28 febrer 1550 - 14 abril 1550)
- Niccolò Gaddi † (27 juny 1550 - 20 novembre 1551)
- Guido Ascanio Sforza di Santa Fiora † (9 març 1552 - 6 octubre 1564)
- Giulio della Rovere † (1566 - 8 agost 1567)
- Innocenzo Ciocchi del Monte † (1570 - 2 novembre 1577)
- Antonio Carafa † (8? novembre 1577 - 12 desembre 1583)
- Luigi d'Este † (1584 - 30 desembre 1586)
- Ferdinando de' Medici † (7 gener 1587 - 28 novembre 1588)
- Francesco Sforza † (5 desembre 1588 - 13 novembre 1590) - Ha anunciat l'elecció de Lleó XI i Pau V.
- Andrea d'Austria † (1590 - 12 novembre 1600)
- Odoardo Farnese † (13 novembre 1617 - 11 gener 1621)
- Andrea Baroni Peretti Montalto † (11 gener 1621 - 5 maig 1621) - Ha anunciat l'elecció de Gregori XV.
- Alessandro d'Este † (19 abril 1621 - 2 octubre 1623) - Ha anunciat l'elecció d'Urbà VIII.
- Carlo Emmanuele Pio di Savoia † (2 octubre 1623 - 16 març 1626)
- Maurizio di Savoia † (1626 - 10 novembre 1642)
- Carlo de' Medici † (1630 - 12 desembre 1644) - Ha anunciat l'elecció d'Innocenci X.
- Antonio Barberini † (1642 - 21 juliol 1653)
- Giangiacomo Teodoro Trivulzio † (1653 - 14 maig 1655) - Ha anunciat l'elecció d'Alexandre VII.
- Giulio Gabrielli † (1655 - 6 març 1656)
- Virginio Orsini † (1656 - 11 octubre 1666)
- Rinaldo d'Este † (octubre 1666 - 12 març 1668) - Ha anunciat l'elecció de Climent IX.
- Francesco Maidalchini † (1668 - 19 octubre 1689) - Ha anunciat les eleccions de Climent X, Innocenci XI i Alexandre VIII.
- Niccolò Acciaiuoli † (1689 - 28 novembre 1689)
- Urbano Sacchetti † (1690 - 22 desembre 1693) - Ha anunciat l'elecció d'Innocenci XII.
- Benedetto Pamphili, O.S.Io.Hieros. † (22 desembre 1693 - 22 març 1730) - Ha anunciat les eleccions de Climent XI, Innocenci XIII i Benet XIII.
- Lorenzo Altieri † (1730 - 3 agost 1741) - Ha anunciat l'elecció de Climent XII. Substitut del successor per l'anunci de l'elecció de Benet XIV.
- Carlo Maria Marini † (7? agost 1741 - 16 gener 1747) - Ha anunciat l'elecció de Benet XIV.
- Alessandro Albani † (16 gener 1747 - 11 desembre 1779) - Ha anunciat les eleccions de Climent XIII, Climent XIV i Pius VI.
- Antonio Maria Doria Pamphilj † (12 març 1798 - 31 gener 1821) - Ha anunciat l'elecció de Pius VII.
- Fabrizio Dionigi Ruffo † (31 gener 1821 - 13 desembre 1827) - Ha anunciat l'elecció de Lleó XII.
- Giuseppe Albani † (13 desembre 1827 - 3 desembre 1834) - Ha anunciat les eleccions de Pius VIII i Gregori XVI.
- Agostino Rivarola † (3 desembre 1834 - 7 novembre 1842)
- Tommaso Riario Sforza † (7 novembre 1842 - 14 març 1857) - Ha anunciat l'elecció de Pius IX.
- Ludovico Gazzoli † (14 març 1857 - 12 febrer 1858)
- Giuseppe Ugolini † (12 febrer 1858 - 19 desembre 1867)
- Giacomo Antonelli † (19 desembre 1867 - 6 novembre 1876)
- Prospero Caterini † (6 novembre 1876 - 28 octubre 1881) - Ha anunciat l'elecció de Lleó XIII.
- Teodolfo Mertel † (28 octubre 1881 - 24 març 1884)
- Domenico Consolini † (24 març 1884 - 20 desembre 1884)
- Lorenzo Ilarione Randi † (20 desembre 1884 - 20 desembre 1887)
- Giuseppe Pecci † (20 desembre 1887 - 8 febrer 1890)
- John Henry Newman, C.O. † (8 febrer 1890 - 11 agost 1890)
- Joseph Hergenröther † (11 agost 1890 - 3 octubre 1890)
- Tommaso Maria Zigliara, O.P. † (3 octubre 1890 - 1 juny 1891)
- Isidoro Verga † (1º juny 1891 - 22 juny 1896)
- Luigi Macchi † (22 juny 1896 - 29 març 1907) - Ha anunciat l'elecció de Pius X.
- Andreas Steinhuber, S.J. † (29 març 1907 - 15 octubre 1907)
- Francesco Segna † (15 octubre 1907 - 4 gener 1911)
- Francesco Salesio Della Volpe † (4 gener 1911 - 5 novembre 1916) - Ha anunciat l'elecció de Benet XV.
- Gaetano Bisleti † (5 novembre 1916 - 17 desembre 1928) - Ha anunciat l'elecció de Pius XI.
- Camillo Laurenti † (17 desembre 1928 - 16 desembre 1935)
- Camillo Caccia Dominioni † (16 desembre 1935 - 12 novembre 1946) - Ha anunciat l'elecció de Pius XII
- Nicola Canali † (12 novembre 1946 - 3 agost 1961) - Ha anunciat l'elecció de Joan XXIII
- Alfredo Ottaviani † (3 agost 1961 - 26 juny 1967) - Ha anunciat l'elecció de Pau VI
- Arcadio María Larraona y Saralegui, C.M.F. † (26 juny 1967 - 28 abril 1969)
- William Theodore Heard † (28 abril 1969 - 18 maig 1970)
- Antonio Bacci † (18 maig 1970 - 20 gener 1971)
- Michael Browne, O.P. † (20 gener 1971 - 31 març 1971)
- Federico Callori di Vignale † (31 març 1971 - 10 agost 1971)
- Charles Journet † (10 agost 1971 - 5 març 1973)
- Pericle Felici † (5 març 1973 - 30 juny 1979) - Ha anunciat les eleccions de Joan Pau I i Joan Pau II
- Sergio Pignedoli † (30 juny 1979 - 15 juny 1980)
- Umberto Mozzoni † (15 juny 1980 - 2 febrer 1983)
- Opilio Rossi † (2 febrer 1983 - 22 juny 1987)
- Giuseppe Caprio † (22 juny 1987 - 26 novembre 1990)
- Aurelio Sabattani † (26 novembre 1990 - 5 abril 1993)
- Duraisamy Simon Lourdusamy † (5 abril 1993 - 29 gener 1996)
- Eduardo Martínez Somalo † (29 gener 1996 - 9 gener 1999)
- Pio Laghi † (9 gener 1999 - 26 febrer 2002)
- Luigi Poggi † (26 febrer 2002 - 24 febrer 2005)
- Jorge Arturo Medina Estévez † (24 febrer 2005 - 2 gener 2007) - Ha anunciat l'elecció de Benet XVI
- Darío Castrillón Hoyos † (2 gener 2007 - 1 març 2008)
- Agostino Cacciavillan † (1 març 2008 - 21 febrer 2011)
- Jean-Louis Tauran † (21 febrer 2011 - 12 juny 2014) - Ha anunciat l'elecció de Francesc
- Renato Raffaele Martino † (12 juny 2014 - 28 octubre 2024)
- Dominique Mamberti (28 octubre 2024 - en càrrec)